# Newark (New Jersey)
Newark – miasto w stanie New Jersey w Stanach Zjednoczonych. Jest siedzibą administracyjną hrabstwa Essex.
Miasto leży u ujścia rzeki Passaic do Atlantyku, ok. 8 km od Manhattanu. W Newark jest zlokalizowane jedno z trzech najważniejszych lotnisk międzynarodowych metropolii nowojorskiej: Port lotniczy Newark-Liberty (ang. Newark Liberty International Airport, EWR).

## Gospodarka
W mieście rozwinął się przemysł elektroniczny, skórzany, elektrotechniczny, chemiczny, włókienniczy, maszynowy oraz poligraficzny.

## Transport
- Międzynarodowy port lotniczy Newark-Liberty
- PATH – metro łączące Newark z Nowym Jorkiem
- Newark Light Rail(inne języki) – lekka kolej w Newarku
- Pennsylvania Station (Newark)(inne języki) – stacja kolejowa
- Port Newark jest częścią Port Newark-Elizabeth Marine Terminal(inne języki) i największym portem rozładunkowym w Nowym Jorku i New Jersey. Znajduje się na Newark Bay(inne języki), prowadzony jest przez Port Authority of New York i New Jersey i służy jako główny terminal dla kontenerowców.

## Demografia
Miasto odznacza się bardzo wysokim wskaźnikiem przestępczości (jednym z najwyższych w USA).

## Miasta partnerskie
- Aveiro, Portugalia
- Bandżul, Gambia
- Duala, Kamerun
- Freeport, Bahamy
- Kumasi, Ghana
- Xuzhou, ChRL